# Burmannia pusilla
Burmannia pusilla là một loài thực vật có hoa trong họ Burmanniaceae. Loài này được (Miers) Thwaites mô tả khoa học đầu tiên năm 1864.